# تشارلز إراستوس هيكي
تشارلز إراستوس هيكي هو سياسي كندي، ولد في 24 مارس 1840، وتوفي في 19 سبتمبر 1908. نشط حزبياً في حزب كندا المحافظ. وقد انتخب عضو مجلس العموم الكندي.